# Monaster

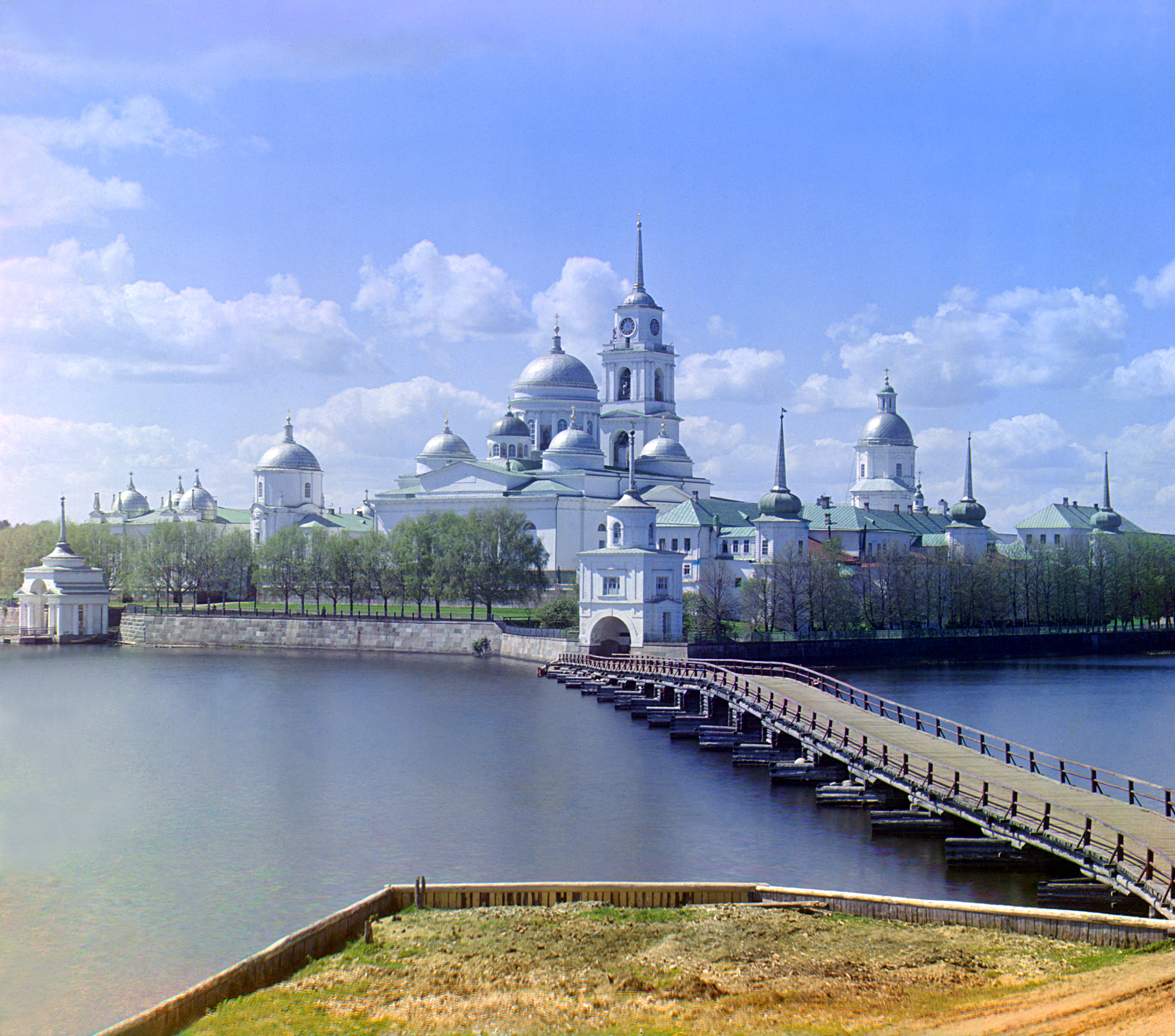
Męski monastyr, Pustelnia Niłowo-Stołobieńska na wyspie Stołbynyj, położonej na jeziorze Seliger w obwodzie twerskim, niedaleko Ostaszkowa. Fotografia barwna wykonana między 1909 a 1915 r. przez Siergieja Prokudina-Gorskiego

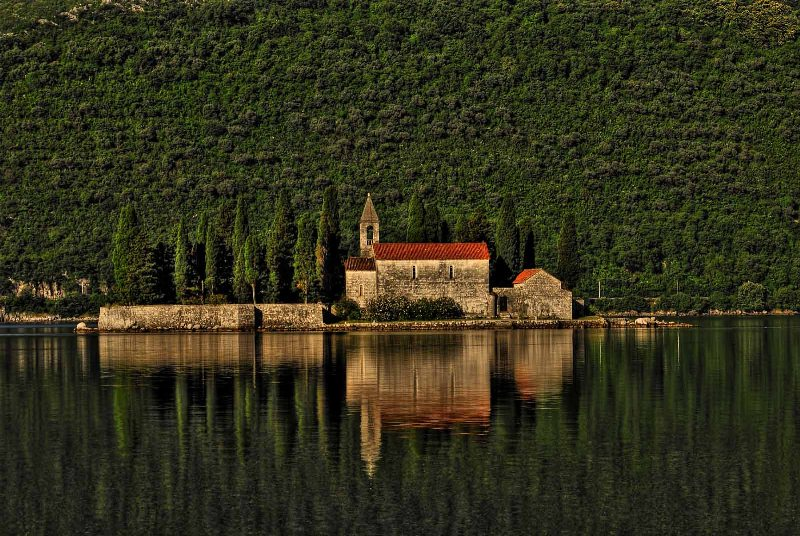
Monastyr św. Jerzego na wyspie w Zatoce Kotorskiej.

Monaster Serbskiego Kościoła Prawosławnego przy górze Athos Chilandar

Monaster albo monastyr (ze staroruskiego od gr. μοναστήριον monasterion) – tradycyjna nazwa klasztoru w Kościołach wschodnich.
Pierwotnie monaster oznaczał zespół oddzielnych pomieszczeń mieszkalnych mnichów objętych klauzurą, w późniejszym okresie termin ten nabrał znaczenia odpowiadającemu klasztorowi w chrześcijaństwie zachodnim.
Monastery często obok zasadniczej części obejmują także zabudowania gospodarcze wykorzystywane przez zakonników, a także pewne elementy architektoniczne związane z obronnością. Obronny charakter budynku wyraźnie widoczny jest zwłaszcza w architekturze rosyjskiej.
Duże monastery męskie, zwłaszcza te znaczące nazywane są ławrami, posiadają niekiedy charakter stauropigialny, co oznacza, iż podlegają bezpośrednio zwierzchnictwu patriarchy.

## Monastery katolickie
Pod wpływem inspiracji wschodniej powstały także monastery w łonie kościoła katolickiego.

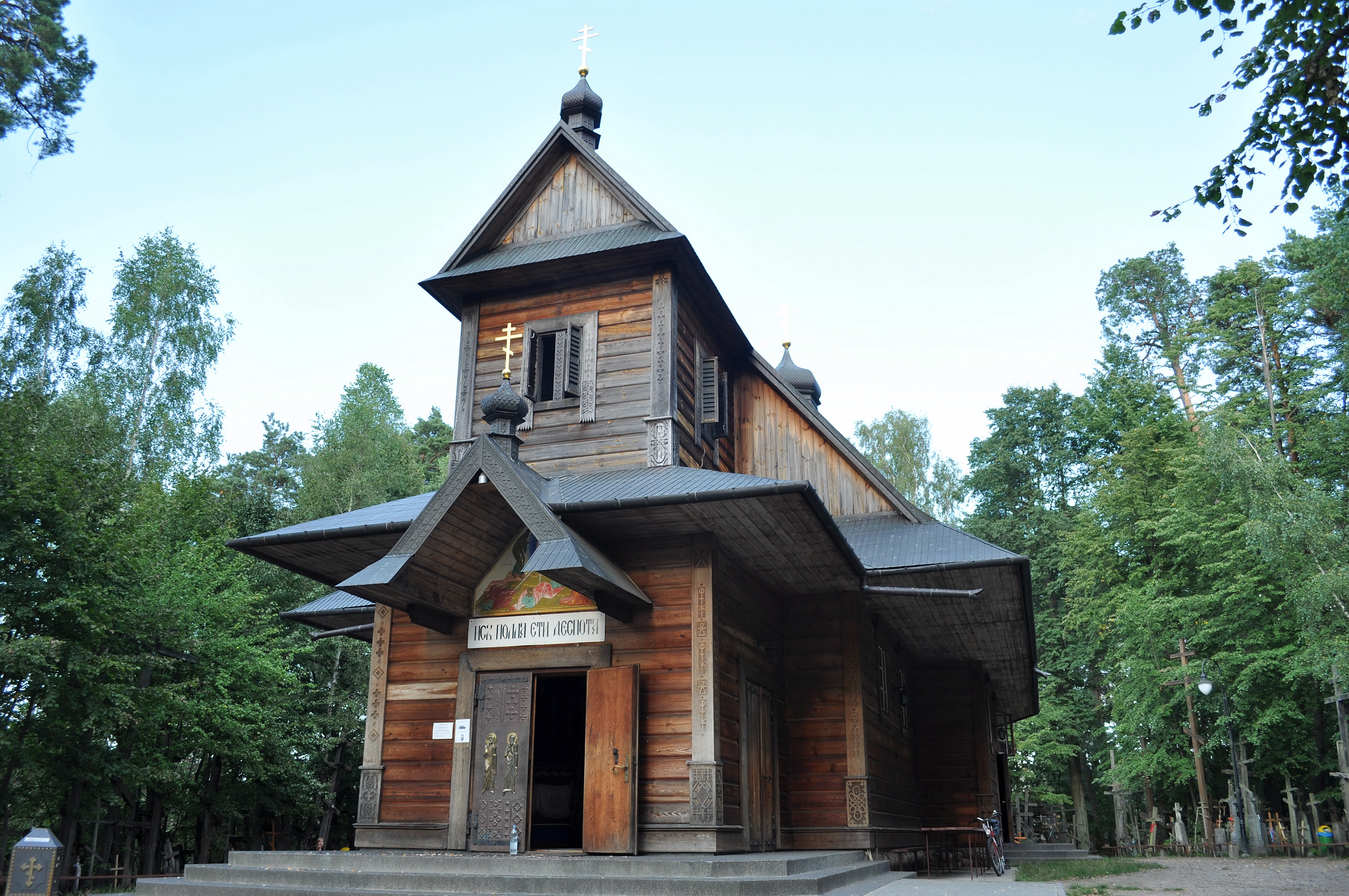
Grabarka (Góra) główny monaster Polskiego Autokefalicznego Kościoła Prawosławnego

## Przykładowe monastery
- Monaster Dermański
- Monastyr Doński
- Monaster Nikitski w Peresławiu Zaleskim
- Monaster Nowodziewiczy w Moskwie
- Monaster św. Pantelejmona
- Monastyr Rilski
- Monastyr Uspieński
- Monastyr Wałaamski
- Klasztor Chilandar
- Grabarka (góra)